# Aeglocryptus cleonis
Aeglocryptus cleonis är en stekelart som först beskrevs av Henry Lorenz Viereck 1913.  Aeglocryptus cleonis ingår i släktet Aeglocryptus och familjen brokparasitsteklar. Inga underarter finns listade i Catalogue of Life.